# GOsa²
 (septembre 2012).
Si vous disposez d'ouvrages ou d'articles de référence ou si vous connaissez des sites web de qualité traitant du thème abordé ici, merci de compléter l'article en donnant les références utiles à sa vérifiabilité et en les liant à la section « Notes et références ».
GOsa² est une application pour gérer les comptes et les systèmes dans un annuaire LDAP. L'utilisation de GOsa² permet aux administrateurs systèmes une gestion simple et efficace des utilisateurs, des groupes, des clients lourds et légers, de leurs applications, téléphones, fax, listes de distribution et bien d'autres paramètres.
En liaison avec FAI Fully Automatic Installation, GOsa² permet l'installation automatisée de systèmes pré-configurés sous Linux. L'intégration avec Opsi permet de déployer des postes sous environnement Windows pré-configurés de la même manière.
GOsa² fournit une interface simple et unique pour l'administration des annuaires LDAP dans une petite ou une grande entreprise, rendant l'administration des utilisateurs et des systèmes facile et agréable.

## Les développeurs
Les développeurs principaux sont :
- Cajus Pollmeier
- Fabian Hickert
- Alejandro Escanero Blanco
- Benoit Mortier

S'ajoutent de nombreux contributeurs occasionnels (traduction, support, etc.).

## Licence
GOsa² est un logiciel libre publié sous la licence GNU GPL. Les développeurs sont directement détenteurs des droits d'auteurs.